# Písčina u Tuhaně
Přírodní památka Písčina u Tuhaně byla vyhlášena v roce 2007 a nachází se u obce Tuhaň v okrese Mělník. Chráněné území je v péči Krajského úřadu Středočeského kraje.

## Předmět ochrany
Důvodem ochrany jsou společenstva písčin s výskytem pískomilných druhů rostlin a živočichů.

## Popis oblasti
Na začátku osmdesátých let 20. století byl v oblasti uváděn výskyt kriticky ohroženého sinokvětu chrpovitého (Jurinea cyanoides). Ve stejné době přitom byla lokalita znečištěna, neboť sloužila jako skládka komunálního odpadu. V roce 1990 byla provedena asanace skládky.
Lokalita, která je předmětem ochrany, vznikla pravděpodobně odkrytím původního zbytku písečného přesypu Labe. Mimořádně zachovalé plochy mezernatých trávníků písčin určují paličkovec šedavý (Corynephorus canescens), šťovík menší tenkolistý, pelyněk ladní (Artemisia campestris) a vzácně i jitrocel písečný (Plantago arenaria). Z dalších početněji zastoupených druhů lze jmenovat srpek obecný (Falcaria vulgaris), hadinec obecný (Echium vulgare), mochnu stříbrnou (Potentilla argentea) či trýzel tvrdý (Erysimum durum). Velmi hojně se v lokalitě vyskytuje ohrožený bělolist rolní (Filago arvensis) a méně také silně ohrožený smělek sivý (Koeleria glauca).
Zoologicky je území významné především pro entomology. Mezi nejvzácnější tamní druhy patří několik druhů ploštic, řadu vzácných druhů odhalil i průzkum brouků čeledi střevlíkovitých. Byl zde nalezen Harpalus melancholicus, jeden z nejvzácnějších střevlíkovitých v ČR, ověřen byl také výskyt vzácného chrousta mlynaříka (Polyphylla fullo).